# Distrito de Deoria
Deoria (en hindi; देवरिया जिला) es un distrito de India en el estado de Uttar Pradesh. Código ISO: IN.UP.DE.
Comprende una superficie de 2 535 km².
El centro administrativo es la ciudad de Deoria. Dentro del distrito se encuentra el pueblo de Lar.

## Demografía
Según censo 2011 contaba con una población total de 3 098 637 habitantes.